# 探偵 神宮寺三郎 横浜港連続殺人事件
- 探偵 神宮寺三郎シリーズ > 探偵 神宮寺三郎 横浜港連続殺人事件
- 探偵 神宮寺三郎シリーズ > 探偵 神宮寺三郎 アーリーコレクション > 探偵 神宮寺三郎 横浜港連続殺人事件
- 探偵 神宮寺三郎シリーズ > 探偵 神宮寺三郎DS > 探偵 神宮寺三郎 横浜港連続殺人事件

『探偵 神宮寺三郎 横浜港連続殺人事件』（たんてい じんぐうじさぶろう よこはまこうれんぞくさつじんじけん）は、データイーストが1988年2月26日に発売したファミリーコンピュータ用ゲームソフト。ハードボイルドアドベンチャーゲーム『探偵 神宮寺三郎シリーズ』の第2作目。

## 概要
『探偵 神宮寺三郎 新宿中央公園殺人事件』（1987年）の続編にあたる作品。以後、探偵神宮寺三郎はシリーズ化される事となった。 
前作にあったロールプレイングゲーム風のフィールド画面や、時間制限やコマンド選択のミスによるゲームオーバーの概念がなくなり、純粋なコマンド選択式アドベンチャーゲームとなっている。登場人物は前作に引き続き神宮寺と洋子、熊野が登場するがその他の人物は一新されている。
前作とは異なりすべてのゲーム画面にBGMが存在するようになり、捜査の進行状況でBGMが変化するようになっている。また、捜査の進行ポイントごとに捜査状況をコマンド選択によって確認するシステムが追加され、より物語が分かりやすくなるようになっている。 
物語の舞台が前作の東京から横浜に変わり、登場人物の名称は横浜界隈に因んだものになっている。 グラフィックは横浜の様々な公園や繁華街などが描かれている。
その他に、劇中では神宮寺の顔が画面右上に表示され、会話のシーンではその他の人物も含めアニメーションで口を動かしていることや、乱闘シーンなどを静止画を漫画のコマのように連続で表示する事で表現するなど、演出面の向上が図られている。 
本作を収録したPlayStation用『探偵 神宮寺三郎 アーリーコレクション』（1999年）の販売（後にゲームアーカイブスでも配信）や、Wiiのバーチャルコンソールで配信された。また、携帯アプリ用ゲームとしてリメイクされ、これを収録したニンテンドーDS用『探偵 神宮寺三郎DS いにしえの記憶』（2007年）も販売された。

## ゲーム内容

### システム
主人公の行動はすべてコマンド選択式になっており、登場人物との会話や証拠品の確認などがコマンドによって行われる。
捜査の進行状況によっていくつかのポイントが定められており、その都度捜査状況の振り返りとして画面右側にコマンドが表示され、調べた情報をコマンド選択によって振り返る事で再確認を行う。また、バーなどで酒を頼む際にも右側に選択肢が表示されるようになっている。
また、捜査のポイント終了時にはテレビ番組のアイキャッチのように、「神宮寺 II」という文字と共に画面下にロックグラスのグラフィックが表示される。
前作に引き続き「タバコすう」のコマンドが採用されており、選択する事で神宮寺が何かを思いつくなどストーリー進行に繋がる事がある。その他、登場人物が意外な証言をした際などに短いフレーズのBGMが鳴る演出も引き続き採用されている。
「そうさやめる」コマンドを選択した場合は、前作のように日数が経過する事はなく、ゲーム中断のためのパスワードが表示されるようになり、パスワードを入力する事によってゲーム再開が可能となる。これは、前作がディスクシステムだった事からディスクカードに直接セーブデータを記録できた事に対し、本作はロムカセットでの発売だったためセーブデータが記録できず、パスワード方式になったためである。

### コマンド一覧
コマンド選択式になっており、すべての動作は以下のコマンドによって行われる。また、通常コマンドは画面左側に表示されるが、画面右側に表示される特殊コマンドも存在する。なお、特殊コマンドはBボタンでキャンセルする事ができない。
| No. | コマンド名   | 解説                                                                   |
| --- | ------------ | ---------------------------------------------------------------------- |
| 1   | そうさにいく | 場所を移動するためのコマンド。                                         |
| 2   | ききこみ     | 人の話を聞くためのコマンド。                                           |
| 3   | ひとしらべる | その場所にいる人を観察、あるいは人についての情報を整理する。           |
| 4   | ものしらべる | その場所にある遺留品や証拠品を調べる。                                 |
| 5   | なにかみせる | 自分の持っている証拠品などを、人に見せる時に使うコマンド。             |
| 6   | まわりみる   | 捜査に行った場所で、周囲を観察するコマンド。                           |
| 7   | よぶ         | その場所に、人を呼び出したい時に使うコマンド。                         |
| 8   | とる         | 見つけた証拠品を取ったりその場所にいる人の写真を撮ったりする時に使う。 |
| 9   | れんらくする | 捜査の協力者に、電話で連絡する時に使う。                               |
| 10  | たばこすう   | たばこを一服するためのコマンド。神宮寺が何か思いつくこともある。       |
| 11  | そうさやめる | 捜査を一時中断したい時に使う。                                         |

### その他
- バックアップ機能がないため、ゲームの続きをプレイするためにはパスワードの入力が必要[注釈 2]。
- 正しい過程でコマンドを選択しないとなかなか話が進まないという、シリーズでも屈指の難易度を誇る。
- 終盤操作手順を間違えるとストーリー進行自体が不能になるバグ（事実上のゲームオーバー）が存在する。このバグにはまった状態にも、パスワードは存在しており、コンティニュー時にはまたバグにはまった状態で再開されてしまう。

## 設定

### ストーリー
ある日熊野警部のもとを、警察学校の後輩である横浜の加賀山署刑事課長の伊勢崎が、日之出という青年を連れて訪れた。日之出の婚約者であり、バラカ共和国横浜領事館に勤務するエバ・クリスティーナが数日前から行方不明になっているという。失踪したエバ・クリスティーナの捜索依頼を受けた神宮寺は助手の洋子を連れ横浜に赴く。
依頼人の日之出仁という青年は、貨物船桜丸の二等航海士で、6ヶ月の航海から帰ってきたばかりという。行方不明になったエバは23歳で日之出の婚約者であり、バラカ共和国の日本領事館に勤務している。すでに日之出との結婚式の準備も進んでおり、自ら失踪するとは考えにくい状態であった。
日之出に依頼され、神宮寺を紹介したのは日之出の高校時代の先輩である加賀山署の伊勢崎という刑事だった。伊勢崎に話を聞くためバー「フィヨルド」を訪れると、エバが行方不明になったのと同日に、バラカ領事館に勤務していた女性が死体で見つかったという。
死体で発見されたのはイリス・ハートで28歳のバラカ人女性だった。イリスは山下埠頭近辺の河口に浮かんでいるのを発見され、死因は溺死であり、事件性はないとの事であった。しかし、伊勢崎はイリスがある密輸組織の一員ではないかと調査していたという。
その結果、エバとイリスの当日の行動が似通っている事から本格的な捜査に乗り出そうとしたが、領事館が外交官特権を使用し捜査させないようにしており、そのため探偵である神宮寺に依頼したのだと言う。
その後の調査では特に手がかりがない中で、エバの失踪直前に日之出と共に公園を出て谷戸坂を下る時に紺色のベンツとすれ違い、その際にエバが不審な言動をした事を思い出す。紺色のベンツに関して調査した所、バラカ領事館の領事であるロバート・K・バスクが紺色のベンツを所持している事が判明する。
また、伊勢崎より密輸グループの一味と思われる戸塚啓と神奈川哲夫の情報が得られた。戸塚は元町にある宝石店のオーナーであり、2年前から突然質の良い宝石を取りそろえるようになり、その宝石は密輸品ではないかと疑われている。そして神奈川は横浜を本拠地とする新興暴力団「青狼会」の組長で、拳銃を密輸しているという。
イリスは何らかの形でこの二人と関与していた可能性がある。
バラカ領事館でロバートに確認した所、紺色のベンツを所持している事は認めたが、事件当日には領事館から外出していないという。その後、エバの住んでいたマンション付近での聞き込みにより、事件当日にマンション前に紺色のベンツが止まっていた事が発覚する。
さらに、運転していたのはサングラスを掛けた日本人風の若い男であったと判明する。
事件当日、イリスはバー「フィヨルド」を訪れていた事が判明、マスターによるとイリスは悩んでいる様子だったという。仮説として、イリスは同僚のエバに悩みを打ち明けようとしたが、結局叶わず川に飛び込み自殺した可能性がある。
「青狼会」の事務所へ行き、神奈川に話を聞こうとするも、全く取り合う様子もなく、またイリスの名前に焦燥した様子を見せた。その後、戸塚の経営する宝石店へと向かうと、定休日と書かれているが店の扉は開いており、店の中で戸塚が死亡しているのが発見される。
鑑識の結果、戸塚の死因は銃殺であり、密輸グループが密輸したものと同型であると判明する。
その後の調査で紺色のベンツを運転していたのが野毛山公夫という人物であると判明、ロバートに野毛山について尋ねるも、ロバートの車を勝手に乗り回すため解雇したと言う。さらに、事件当日も野毛山が勝手にベンツを乗り回していたと言う。話を聞くため野毛山のアパートへと向かうが、神宮寺は一計を案じ部屋から出てきた野毛山を尾行する事にした。
野毛山は横浜スタジアムへと向かい、その後中華街へと足を運んだ。そしてある中華料理店に入っていく。後を追って店に入るも、野毛山は店の裏口から逃げていた。尾行されている事に気づいていたのだった。
尾行の失敗を悔い、バー「フィヨルド」で酒を飲む神宮寺であったが、何者かがジャケットのポケットに触れた感触があり、ポケットを探ると1枚のメモが入っていた。メモには「戸塚と神奈川、そしてロバートの関係を調べろ。戸塚と神奈川の過去は東京にあり」と書かれていた。
あたりを見渡すと、一人の男が店を出て行く所であり、その顔立ちはどことなく中国人のようであった。店の外にはすでに男の姿はなかった。神宮寺は新宿淀橋署の熊野警部に神奈川と戸塚について調査するよう依頼する。また、マスターの証言によりロバートは以前台湾にいた事が判明する。
店を出た神宮寺と洋子であったが、周囲を何者かに取り囲まれ、襲撃されそうになっていた。その瞬間、先ほどのメモを渡したと思われる男が現れ、周囲の何者かを蹴散らし、神宮寺とともに乱闘騒ぎになるも、全員を蹴散らす事が出来た。
男の姿はすでになかったが、かなりの拳法の達人である事、神宮寺たちを襲撃したのは「青狼会」の者たちであったと推測された。
熊野警部からの報告によると、戸塚と神奈川は東京にいた頃に兄弟分であったと言い、10年前に国外逃亡した際に台湾に潜伏していたとの事だった。これにより、戸塚と神奈川、そしてロバートを繋げる共通点が発覚した。
早速神宮寺と洋子、そして日之出は一味の運転手であったと思われる野毛山のアパートへと向かうと、部屋の中では腹部を拳銃で撃たれた野毛山が倒れていた。野毛山はまだ息があり、ロバートに襲撃された事、山下にアジトがある事を告げるもその後死亡する。
伊勢崎から得た情報により、新山下にある「青狼会」の所有する倉庫に向かうと、そこには紺色のベンツが止められていた。中には、ロバートに拳銃を突きつけられたエバと神奈川がいた。日之出はエバを救出しようと前に飛び出しロバートに撃たれてしまう。エバを人質にし、じりじりと間を取りつつ出口へ向かうロバート一味だったが、そこへ謎の男が現れ神奈川を殴りつける。
やがて神宮寺も加勢し、ロバートと神奈川を一網打尽にするのだった。
伊勢崎の話によれば、イリスは密輸グループから脱退しようと悩み、エバに相談しようとした事をロバートに知られ、「フィヨルド」から出た際にロバートから問い詰められたイリスは誤って川に転落して死亡。すべてを知ってしまったと勘違いされたエバはロバートに命じられた野毛山によって連れ去られ、
その後ロバートに目を付けられていた戸塚、野毛山も殺害されてしまった。
最後に、謎の男が現れ神宮寺たちと対峙する。男はリョウ・ケイコクと名乗り、台湾の密輸捜査官である事が判明する。そんな折、店に神宮寺宛てに電話が掛かってくる。電話は熊野からであり、頼みたい事があると言う。洋子は休んでいる暇もなさそうだと言い、神宮寺は肩をすくめるのだった。

### 舞台
Y公園
- 山下公園。

ホテルN.G（ニューゴールド）
- 日之出が宿泊しているホテル。

M公園
- 港の見える丘公園。

中華街
- 横浜中華街。

スタジアム
- 横浜スタジアム。

バー「フィヨルド」
- マスターはピエール。日本語も英語も通じず、スペイン語かバラカ語しか通じない。

マンション
- 元町にあるマンション。エバが住んでいる。

領事館
- バラカ領事館。ロバートが勤務している。

青狼会（せいろうかい）
- 横浜の新興暴力団。神奈川が組長として所属している。

戸塚の店
- 元町にある宝石店。戸塚が経営している。

アパート
- 弥生町にあるアパート。野毛山が住んでいる。

新山下
- 青狼会所有の倉庫がある。

## 登場人物
神宮寺三郎（じんぐうじ さぶろう）
神宮寺探偵事務所所長。
御苑洋子（みその ようこ）
神宮寺探偵事務所ただ一人の助手。
熊野参造（くまの さんぞう）
新宿淀橋署警部。
日之出仁（ひので ひとし）
中米航路の貨物船の航海士。行方不明になったエバの婚約者。26歳。伊勢崎の高校の後輩にあたる。
エバ・クリスティーナ
バラカ領事館の領事館員。帰国した日之出と会った夜から行方不明になっている。23歳。
伊勢崎信（いせざき しん）
加賀山署の刑事課長。熊野の警察学校時代の後輩で、行方不明となったエバ、及び横浜の密輸グループに関する捜査をしている。
イリス・ハート
ロバートの秘書。エバの同僚であり友人だったが、横浜港で水死体となって発見された。
ピエール・マルケス
- バー「フィヨルド」のマスター。 日本語を話せない。話を聞くには、通訳として洋子がいることが必要。

ロバート・K・バスク
バラカ領事館の領事。外国人であり、メッセージは全て片仮名で表示される。
神奈川哲夫（かながわ てつお）
- 「青狼会」の組長。

戸塚啓（とつか ただし）
宝石店のオーナー。
野毛山公夫（のげやま きみお）
- ロバートの運転手をしている。

リョウ・ケイコク
台湾の密輸捜査官。

## 移植版
| No. | タイトル                                    | 発売日         | 対応機種                                                 | 開発元                 | 発売元                 | メディア                              | 型式       | 売上本数 | 備考                                          |
| --- | ------------------------------------------- | -------------- | -------------------------------------------------------- | ---------------------- | ---------------------- | ------------------------------------- | ---------- | -------- | --------------------------------------------- |
| 1   | 探偵 神宮寺三郎 アーリーコレクション        | 1999年8月5日   | PlayStation                                              | データイースト         | データイースト         | CD-ROM                                | SLPS-02157 | -        | ファミリーコンピュータで発売された4作品を収録 |
| 2   | 探偵 神宮寺三郎 アーリーコレクション 普及版 | 2001年2月1日   | PlayStation                                              | データイースト         | メディアリング         | CD-ROM                                | SLPS-03137 | -        | 廉価版                                        |
| 3   | 探偵 神宮寺三郎 横浜港連続殺人事件          | 2004年4月21日  | iアプリ                                                  | ワークジャム           | コナミオンライン       | ダウンロード （コナミネットDX）       | -          | -        | リメイク版                                    |
| 4   | 探偵 神宮寺三郎 横浜港連続殺人事件          | 2005年7月15日  | EZweb （EZアプリ）                                       | ワークジャム           | コナミオンライン       | ダウンロード （コナミネットDX）       | -          | -        | リメイク版                                    |
| 5   | 探偵 神宮寺三郎 横浜港連続殺人事件          | 2006年3月31日  | Windows                                                  | ワークジャム           | アイレボ               | ダウンロード (i-revo)                 | -          | -        | ファミリーコンピュータ版の移植                |
| 6   | 探偵 神宮寺三郎DS いにしえの記憶            | 2007年7月19日  | ニンテンドーDS                                           | ワークジャム           | アークシステムワークス | DSカード                              | -          | -        | 携帯アプリ版を収録                            |
| 7   | 探偵 神宮寺三郎 アーリーコレクション        | 2007年12月26日 | PlayStation 3 PlayStation Portable (PlayStation Network) | データイースト         | ワークジャム           | ダウンロード （ゲームアーカイブス）   | -          | -        | ファミリーコンピュータで発売された4作品を収録 |
| 8   | 探偵 神宮寺三郎 横浜港連続殺人事件          | 2008年9月2日   | Wii                                                      | データイースト 酒田SAS | アークシステムワークス | ダウンロード （バーチャルコンソール） | -          | -        | ファミリーコンピュータ版の移植                |

携帯アプリ版
- 2004年に携帯電話向けの作品としてリメイクされた。配信に向けた仕様から、4部構成となっており、ゲームシステムやストーリーが大幅に変更されている。後にニンテンドーDS用ソフト『探偵 神宮寺三郎DS いにしえの記憶』にも収録されている。

## スタッフ
- エグゼクティブ・プロデューサー：T.BUCHO.KANEYASU（兼安時紀）
- プロダクション・マネージャー：I.JICHO.YOSHIDA
- パブリシティー：S.TAKEUCHI（竹内倫）
- ゲーム・ディレクター：T.KUMA.SAHARA（佐原稔英）
- ストーリー・ライター：RABBIT HOUSE GROUP4
- キャラクター・デザイン：KATSUYA TERADA（寺田克也）
- グラフィック・コーディネーター：K.UNBABO.SATO、T.YAH!YAH!.SAWAJIRI、Y.GEGEGE.NOBUHISA（信久敬雄）
- メイン・プログラマー：M.GSX.UMEKI（梅木元博）、T.ABLAGISH.IMAI（今井敏彦）
- ミュージック・コーディネーター：N.NAKAGAMI（中神紀之）、K.SUZUKI、Y.MIYATA（宮田やすお）
- スペシャル・サンクス：Y.KACHO.NAKAMURA（中村よし）、Y.GOD.SUGAHARA（菅原康弘）

## 評価
- ゲーム誌『ファミコン通信』のクロスレビューでは7、7、8、7の合計29点（満40点）[13]。レビュアーはカートリッジに変更したことで展開がよりスピーディーになっている、前作ではやや不自然だったマップがなくより渋い仕上がり、変わらないアダルトな雰囲気漂うグラフィックやスカした会話には好感、内容について前作の延長線上だとする者と導入部でショッキングな謎を提示してもっと驚かせ欲しかったとする者がいた他、メディア変更でパスワードをとらなくてはいけなくなった、個人的にディスクカードでシリーズ化することを望んでいた者がいた[13]。

- ゲーム誌『ファミリーコンピュータMagazine』の読者投票による「ゲーム通信簿」での評価は以下の通りとなっており、18.65点（満30点）となっている[1]。また、同雑誌1991年5月10日号特別付録の「ファミコンロムカセット オールカタログ」では、「手に汗握るハードボイルド」、「このシリーズ全作品に言える事だが、グラフィックの美しさもさることながら、重要な証言や証拠品を発見した時に鳴る音楽が、ドラマチックな雰囲気をかもしだしている。また急展開するストーリーや登場人物の細やかな感情の動きなど、申し分のない出来ばえだ」と紹介されている[1]。

| 項目 | キャラクタ | 音楽 | 操作性 | 熱中度 | お買得度 | オリジナリティ | 総合  |
| 得点 | 3.41       | 3.18 | 3.10   | 3.20   | 2.91     | 2.85           | 18.65 |